# Bactericera curvatinervis
Bactericera curvatinervis är en insektsart som först beskrevs av W. Foerster 1848.  Bactericera curvatinervis ingår i släktet Bactericera och familjen spetsbladloppor. Inga underarter finns listade i Catalogue of Life.